# Танжело
Танжело (C. reticulata x C. paradisi) — цитрусовая культура, гибрид танжерина (одного из сортов мандарина) и грейпфрута (или иногда помело). Фрукт имеет размер апельсина или иногда грейпфрута. Мякоть бывает от жёлтого до оранжевого цветов и имеет кисловатый вкус. Кожура оранжевого цвета, очень легко снимается.
Гибрид получен в 1897 году Уолтером Теннисоном Суинглом в Департаменте сельского хозяйства США.
Деревья достаточно крупные, более морозостойкие, чем грейпфрут. Имеет несколько широко известных сортов:
- Миннеола
- Сименол
- Орландо
- Торнтон
- Агли
- Алэмоен